# منتخب غويانا لسباعيات الرغبي
منتخب غويانا لسباعيات الرغبي (بالإنجليزية: Guyana national rugby sevens team)‏ هو ممثل غيانا الرسمي في المنافسات الدولية في سباعيات الرغبي
.ينافس هذا المنتخب في منافسات امريكا الشمالية